# Zamek w Telczy
Zamek w Telczy – zabytkowy zamek w mieście Telcz.
Zamek w miejscowości Telcz został zbudowany w kilku etapach poprzez przebudowę gotyckiej warowni, zwłaszcza za panowania Zachariasza z Hradca (1526-1589), żonatego z  Kathariną von Wallenstein (zm. 1571) i Anną Šlejnic. Pierwszymi właścicielami obiektu byli władcy Hradca. Za panowania Zachariasza z Hradca ostateczny wygląd całemu kompleksowi nadał włoski architekt Baldassare Maggi z Arogno. Na początku XVII w. miasto dostało się w ręce m.in. Viléma Slavaty z Chlumu. Kolejnymi właścicielami była rodzina von Liechtenstein. W 1945 zamek został skonfiskowany, a rok później uznany za państwowe dobro kultury.

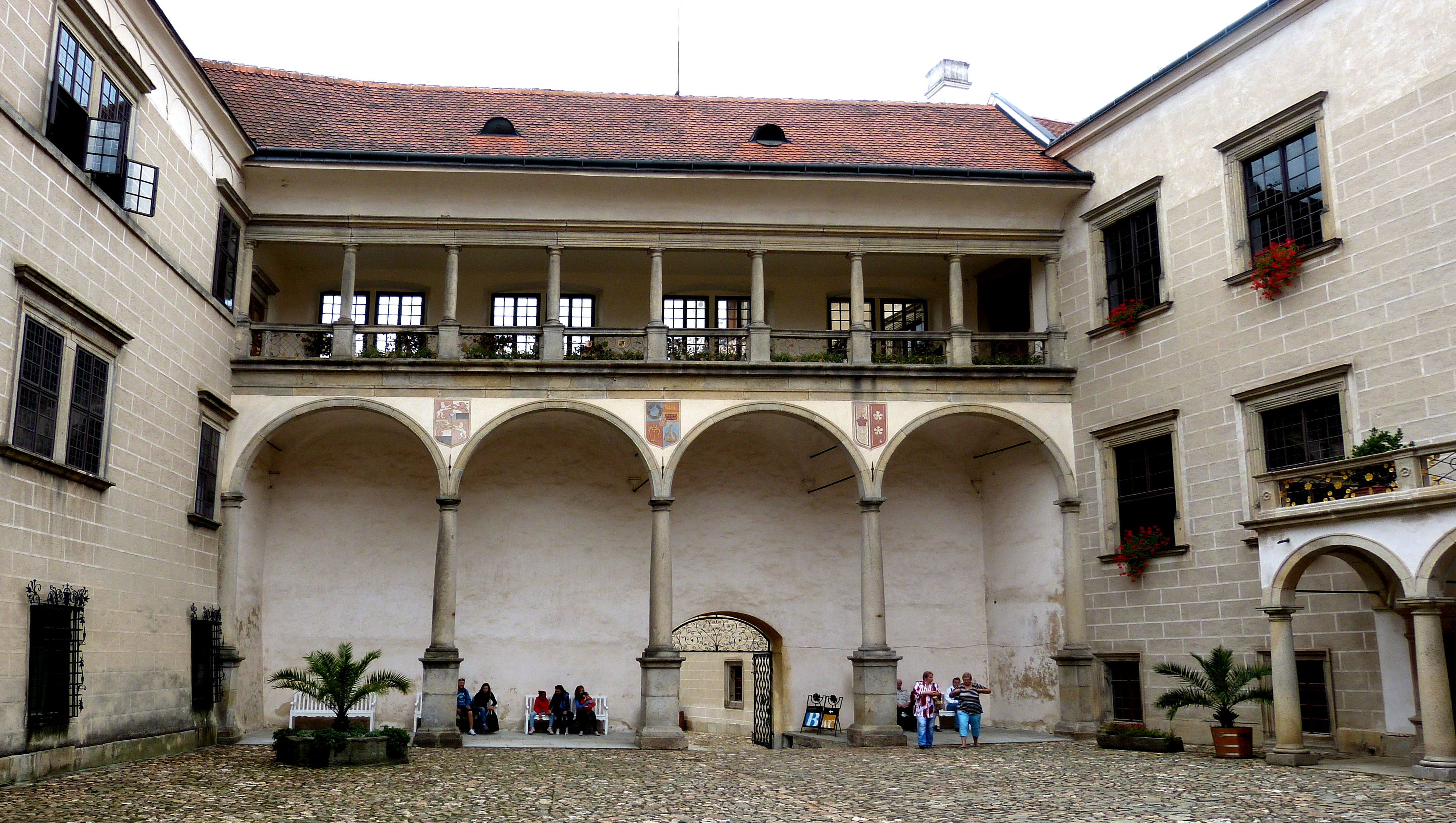
Krużganek z herbami: Waldstein, Hradec, Šlejnic
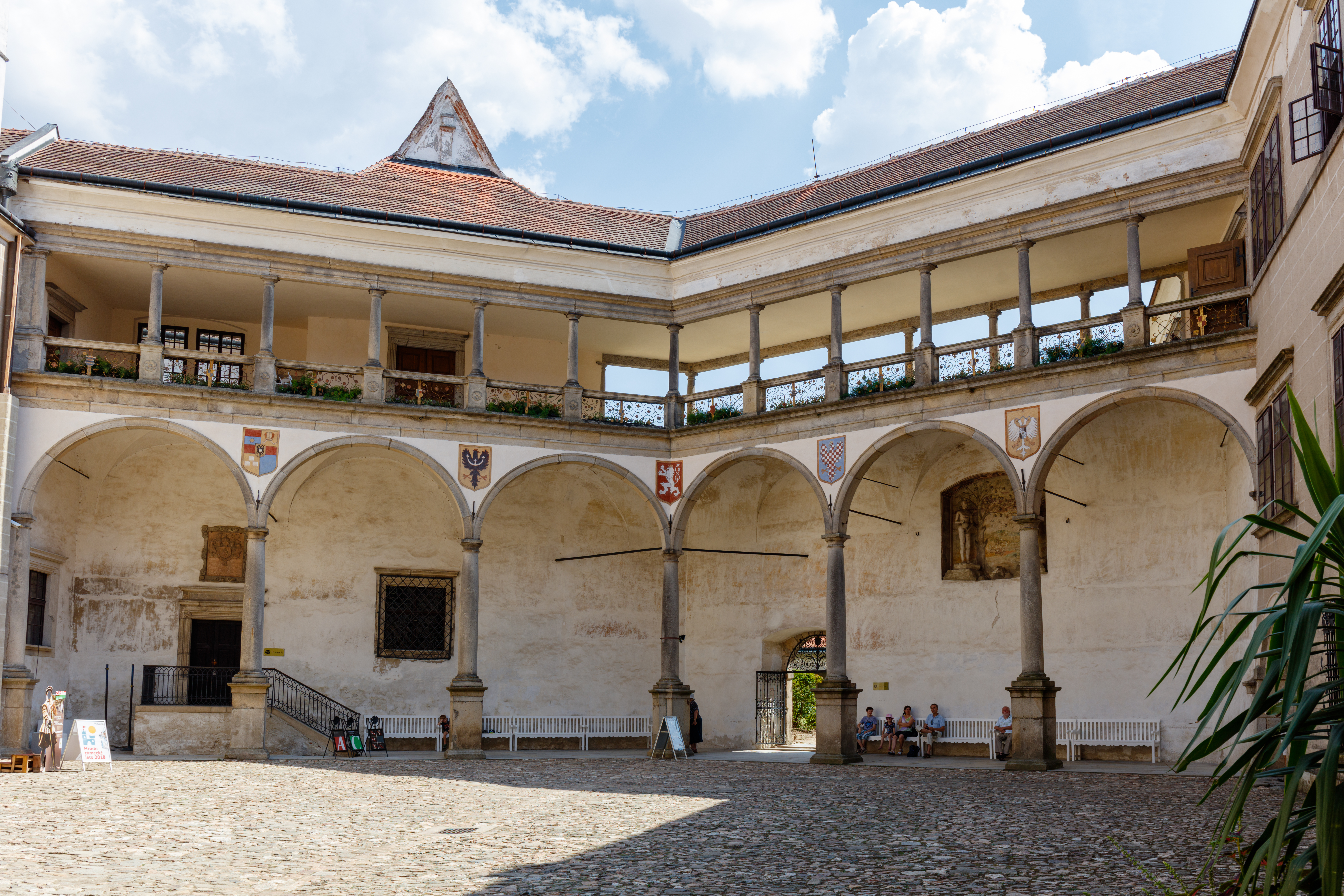
Herby:Austrii, Śląska, Czech, Moraw
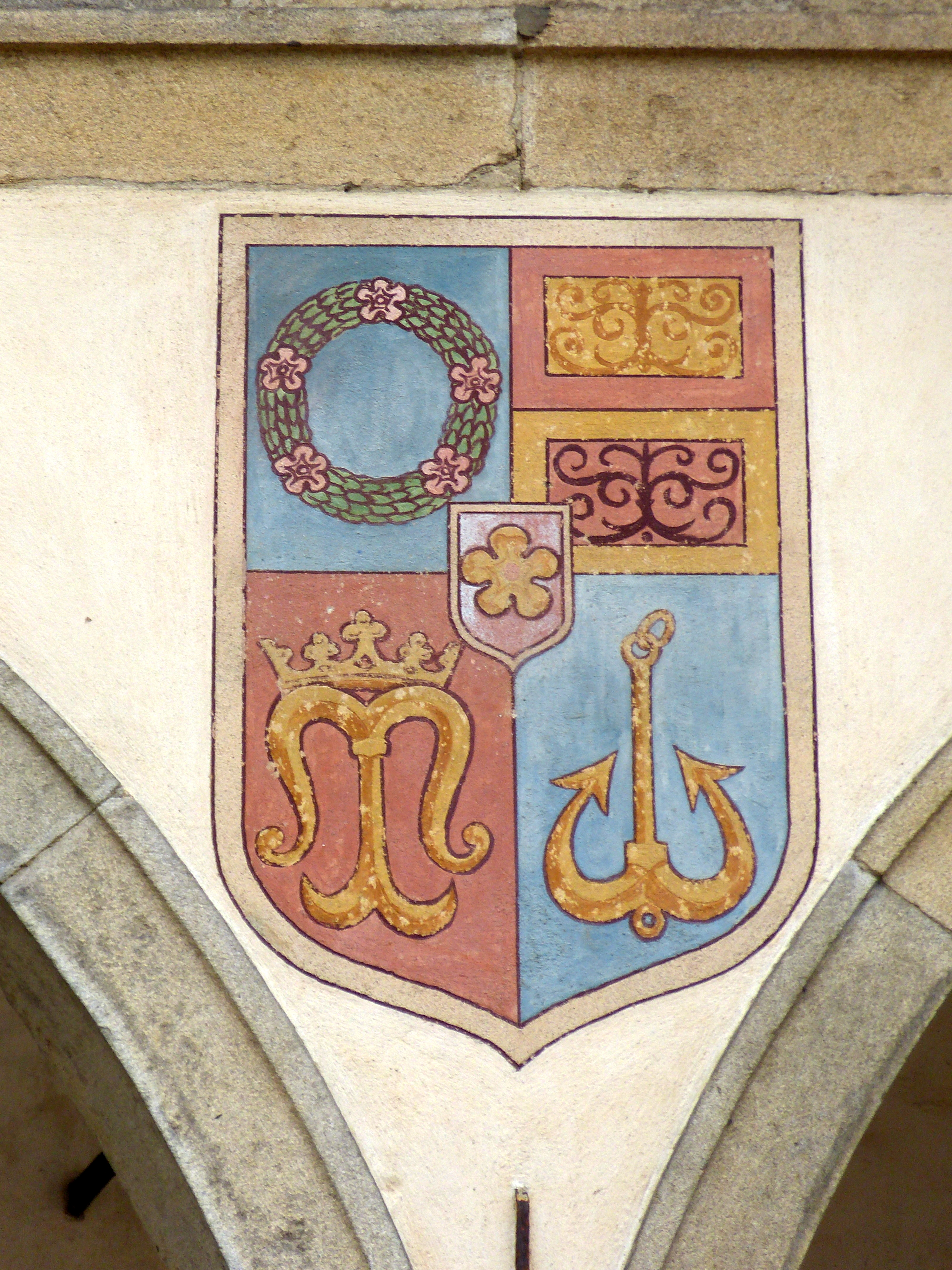
Herb  Zachariasza von Hradec
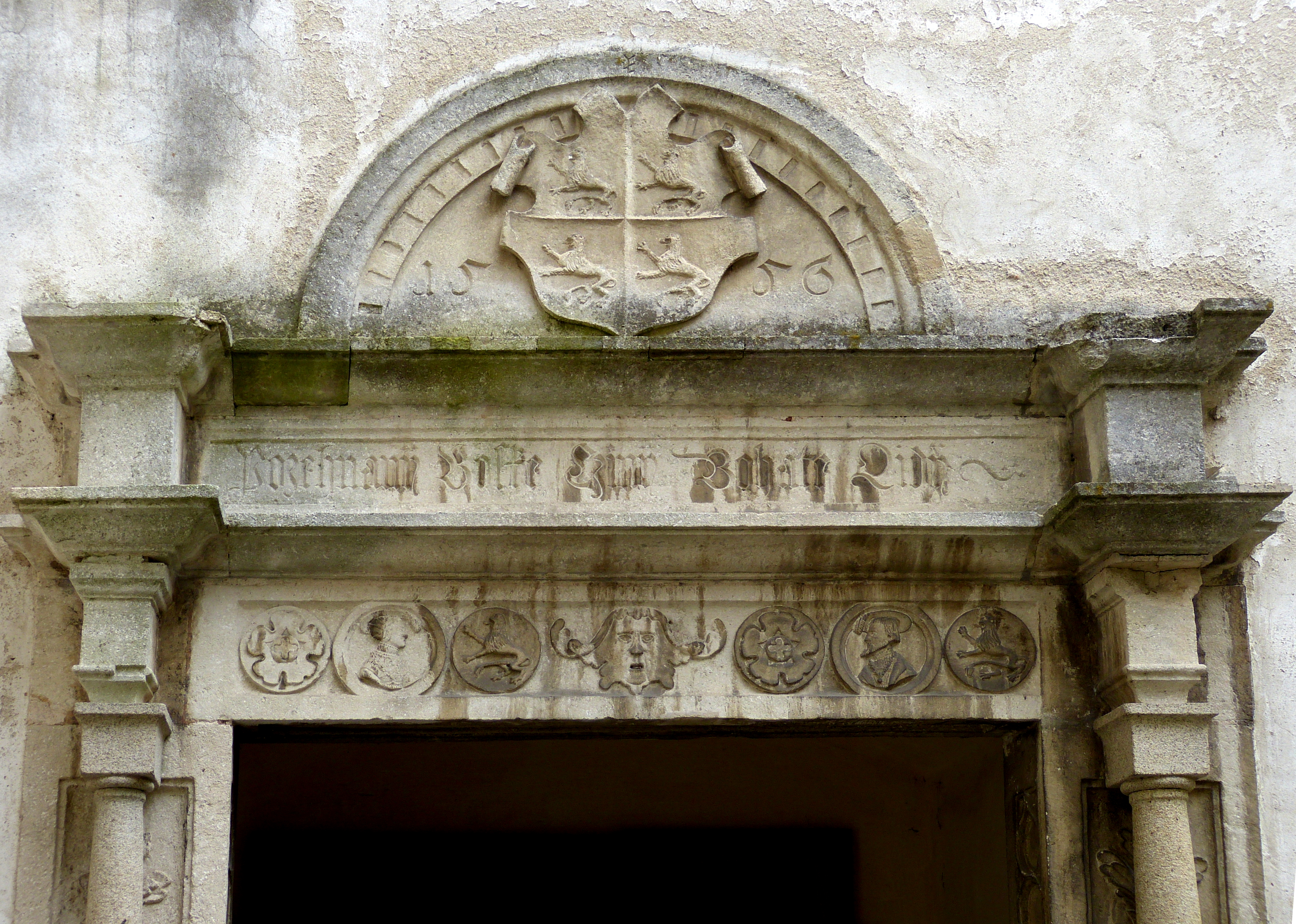
Herb Kathariny von Waldstein
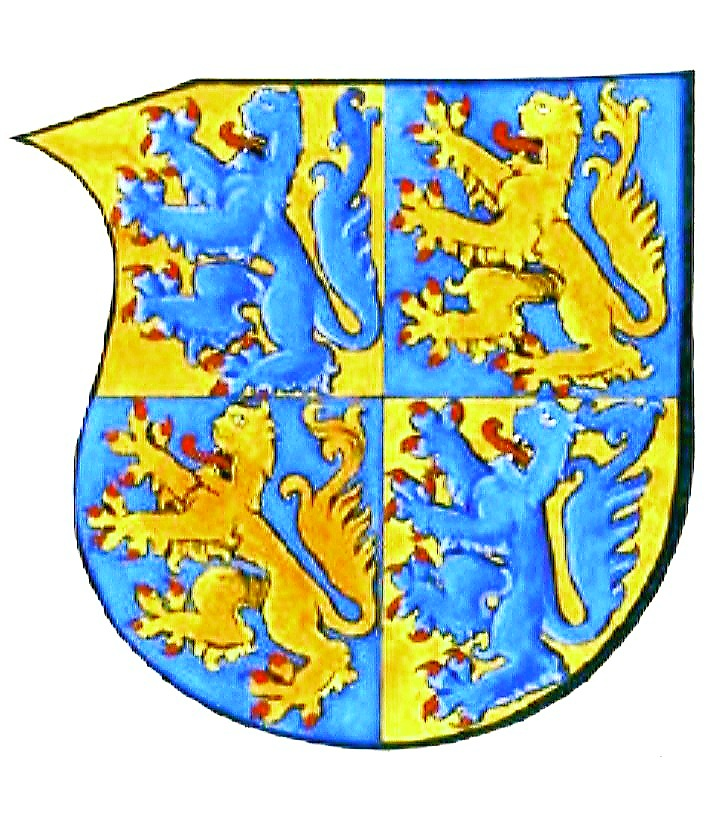
Herb von Waldstein
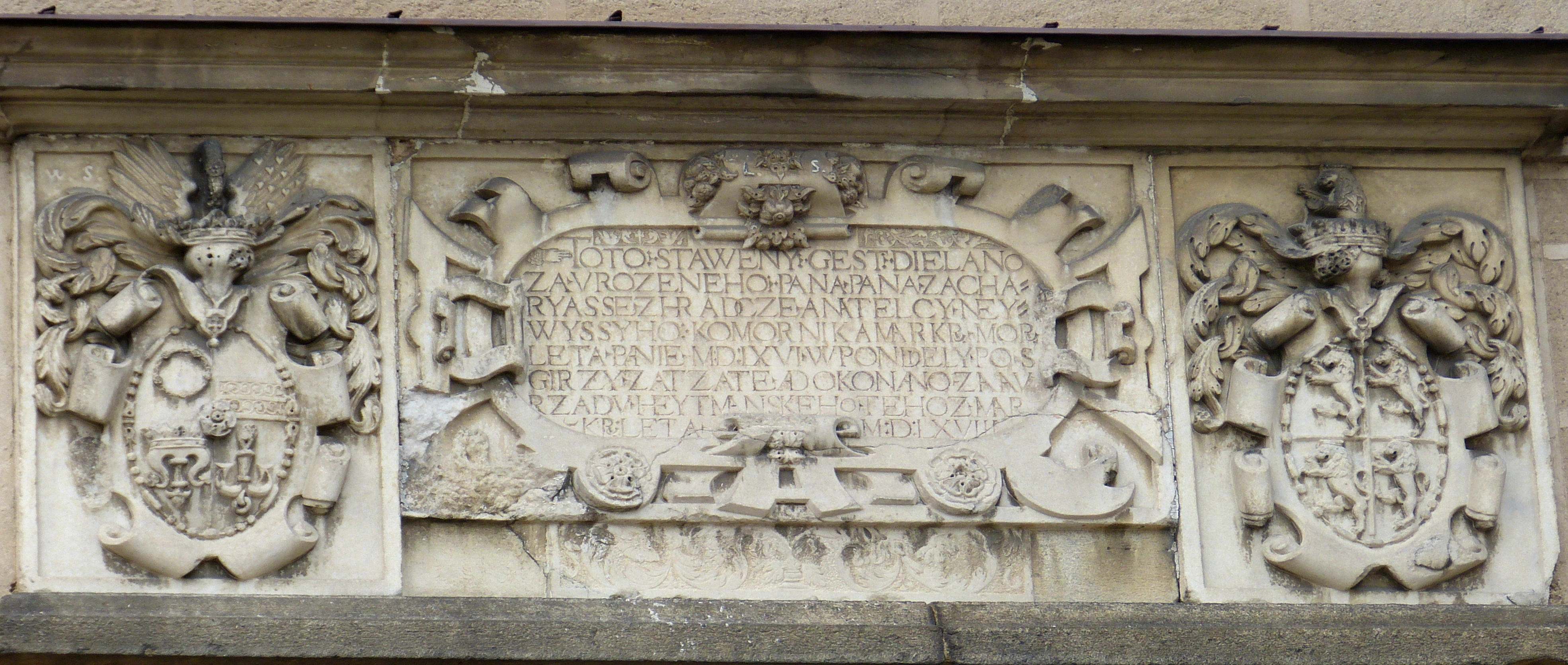
Herby von Hradec Waldstein
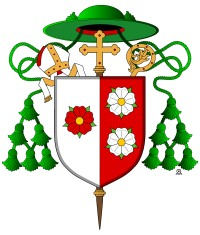
Herb Anny Šlejnic (tarcza)